# Neobisium reitteri
Espèce
Synonymes
- Obisium reitteri Beier, 1928

Neobisium reitteri est une espèce de pseudoscorpions de la famille des Neobisiidae.

## Distribution
Cette espèce se rencontre en Grèce, en Bulgarie et en Roumanie.

## Description
Neobisium reitteri mesure de 3 à 3,5 mm.

## Systématique et taxinomie
Cette espèce a été décrite sous le protonyme Obisium reitteri par Beier en 1928. Elle est placée dans le genre Neobisium par Beier en 1932.

## Étymologie
Cette espèce est nommée en l'honneur d'Edmund Reitter.

## Publication originale
- Beier, 1928 : Die Pseudoskorpione des Wiener Naturhistorischen Museums. I. Hemictenodactyli. Annalen des Naturhistorischen Museums in Wien, vol. 42, p. 285-314 (texte intégral).